# Episodi di Rex (prima stagione)

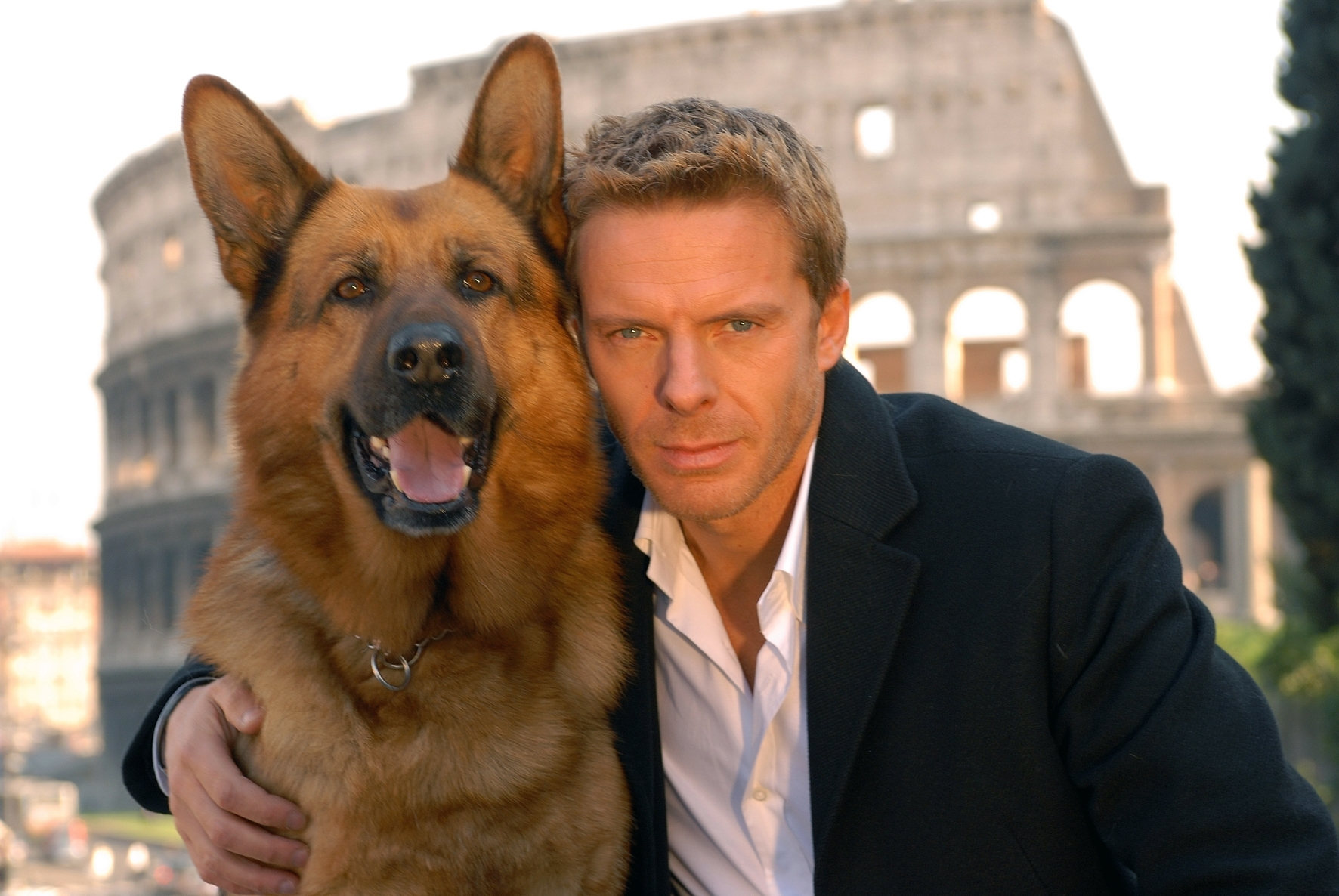
Rex è interpretato dal cane da pastore tedesco Henry; ad affiancarlo, Kaspar Capparoni (commissario Fabbri).

La prima stagione della serie televisiva Rex, composta da 8 episodi, trasmessa dal 29 gennaio al 19 febbraio 2008 su Rai 1 per quattro prime serate.
La serie è ambientata a Roma. Il titolo italiano è Rex. Nonostante alcune proteste riguardo a questa nuova serie, essa ha avuto un buon riscontro nel pubblico, considerando anche la concorrenza della trasmissione di Canale 5 La sai l'ultima?.
| nº | Titolo          | Prima TV Italia  |
| -- | --------------- | ---------------- |
| 1  | L'incontro      | 29 gennaio 2008  |
| 2  | Calibro 7.65    | 29 gennaio 2008  |
| 3  | Ombre cinesi    | 5 febbraio 2008  |
| 4  | Impara l'arte   | 5 febbraio 2008  |
| 5  | Non è tutt'oro  | 12 febbraio 2008 |
| 6  | Mamma chioccia  | 12 febbraio 2008 |
| 7  | In vino veritas | 19 febbraio 2008 |
| 8  | Lontano da qui  | 19 febbraio 2008 |

## L'incontro
- Diretto da: Marco Serafini
- Scritto da: Stefano Piani

### Trama
Roma. Quattro criminali corrono in auto, dopo una rapina di gioielli in una villa. La donna al volante si distrae un attimo, e nella fuga la macchina investe una donna.
Un anno dopo. Il commissario Lorenzo Fabbri (Kaspar Capparoni), e il suo vice Morini (Fabio Ferri) vengono chiamati dall'architetto Polidori per il ritrovamento di un cadavere, Lukas Weber, nel giardino di una villa in costruzione. La fidanzata, Sonia Ferreri, non ne ha notizie dalla denuncia di scomparsa, l'anno prima. L'uomo pare essere stato ucciso con la stessa arma usata per un precedente omicidio in Austria. Fabbri si reca a Vienna, dove incontra il commissario locale Erika Hedl e Rex, pastore tedesco depresso perché oramai praticamente in pensione. I poliziotti sono sulle tracce del ricettatore di quella rapina, e giungono a casa del fratello. Quest'ultimo aveva sorpreso la Ferreri (partita anche lei per Vienna) a frugare per trovare i gioielli e la stordisce, solo che all'arrivo dei poliziotti è costretto a scappare, perdendo poi la vita nell'inseguimento. La donna intanto si riprende, e torna in Italia con il bottino.
Il caso sembra ad un punto morto. Fabbri torna a casa, accompagnato da Rex.
- Ascolti Italia: telespettatori 5 618 000 - share 20,54%.[3]

## Calibro 7.65
- Diretto da: Marco Serafini
- Scritto da: Stefano Piani

### Trama
Il terzo membro della banda, Gianni Bottura, viene ritrovato morto, ucciso con la stessa arma dei due precedenti omicidi.
Erika si reca in Italia per collaborare con Fabbri, e conosce l'architetto Polidori, in commissariato per firmare la deposizione per il ritrovamento di Weber. Tra i due scocca la scintilla e iniziano ad uscire assieme. Le indagini intanto proseguono, ed emergono dei contatti telefonici tra l'ultima vittima e la fidanzata di Weber. Successivamente la vittima della rapina riconosce casualmente la Ferreri, che aveva visitato la sua casa in un colloquio di lavoro: Fabbri capisce che quello era il sopralluogo per la rapina, e che lei era il quarto membro della gang. Giunti a casa sua, la donna sembra scomparsa, e viene poi trovata impiccata in un casolare distante.
Per il commissario capo il caso è chiuso, ma qualcosa non quadra: la Ferreri non poteva essersi suicidata perché soffriva di un'artrosi al pollice che le impediva di fare il nodo scorsoio e soprattutto come poteva sapere che erano sulle sue tracce? Ad una più attenta analisi del rapporto sulla rapina, Fabbri nota che la donna investita era la fidanzata di Polidori. Cerca di raggiungere Erika, in vacanza con lui, ed alla fine, grazie al sempre provvidenziale aiuto di Rex, la salva dall'uomo, che aveva avvicinato la poliziotta solo per recuperare informazioni e così vendicarsi di quella banda.
- Ascolti Italia: telespettatori 4 662 000 - share 20,22%.[3]

## Ombre cinesi
- Diretto da: Marco Serafini
- Scritto da: Alessandra Acciai

### Trama
Tra le foto di un uomo cinese ucciso, viene riconosciuta la nipote, Ling-Shu, la cui scomparsa è stata denunciata due settimane prima, da Sasà Esposito, fidanzato e aspirante mangaka. La vittima gestiva un ristorante con il fratello, padre di Ling-Shu, ma si era indebitato con altri cinesi, il cui capo Chen Lo gestisce un bordello, il "Fior di loto", la cui facciata è un salone per i massaggi.
Quando la ragazza ricompare passa a trovare Sasà, ma il Chen Lo la trova e la porta via, ricattandola, dal momento che le aveva sequestrato il padre.
Fabbri rintraccia il locale, e si finge un cliente desideroso di provare i "servizi" della nuova arrivata Ling-Shu. Viene però rinchiuso con lei in una stanza, ma quando Chen Lo arriva per eliminarlo, la stanza è vuota: Rex li ha liberati, e dopo una sparatoria in un magazzino, Fabbri arresta l'uomo.
- Ascolti Italia: telespettatori 6 510 000 - share 24,58%.[4]

## Impara l'arte
- Diretto da: Marco Serafini
- Scritto da: Giulio Calvani e Fabrizio Cestaro

### Trama
Il critico d'arte omosessuale Kurt Kastro viene trovato morto, soffocato con del nastro adesivo.
Sulla scena del delitto si trovano svariate impronte digitali, e la matrice di un assegno da 35 000 euro. Le impronte appartengono a Mirko Bertolini, "entreineur" che si dichiara estraneo alla vicenda. Unico indizio: ha ricevuto una telefonata da una voce strana, come quelle dei luna park. Forse è sincero, poiché le impronte sono falsate, come se qualcuno gliele avesse rubate, e tramite foto, scansioni e calchi, riprodotte sulla scena del delitto per accusarlo. Si fa un confronto tra i contatti di Bertolini e gli artisti stroncati dalle critiche di Kastro e salta fuori Hugo Starke. A casa sua, la moglie Gloria cerca di nascondere un oggetto, che Rex però recupera: un voice changer, per falsare la voce. L'artista, intanto, racconta a Fabbri della precedente relazione con Kastro, della rottura e del riavvicinamento, con tanto di regalo (una casa) da 35 000 euro.
Giuffrida viene però trovato morto poco dopo: la donna, gelosa e vera artefice delle fortune di Hugo, fugge, su un traghetto sul Tevere, ma viene bloccata da Rex.
- Guest star: Gianluca Testa
- Ascolti Italia: telespettatori 6 020 000 - share 25,74%.[4]

## Non è tutt'oro
- Diretto da: Marco Serafini
- Scritto da: Fabrizio Cestaro e Federico Favot

### Trama
La trentaduenne Teresa Zauli, segretaria presso l'azienda Miracle, viene colpita da Franco Mantovani, suo amante e suo capo, poiché gli rivela di essere incinta. La donna muore e l'uomo nasconde le prove della sua presenza e della loro relazione in una valigetta, però viene scippato da un delinquentello, Alessandro Sala, che gli chiede centomila euro per il suo silenzio. Mantovani accetta e si incontrano in un bar. Mantovani paga, ma poco dopo raggiunge il ladro e lo fredda con una pistola.
Fabbri intanto inizia a sospettare di Mantovani: con uno stipendio da impiegata, la Zauli non poteva permettersi gioielli e l'appartamento in cui viveva. Una cameriera riconosce la suoneria del cellulare dell'uomo che Sala aveva incontrato al bar, la stessa di Mantovani. La moglie Valeria gli conferma l'alibi, ma non le telecamere di sorveglianza della stradale, che attestano invece i movimenti dell'uomo.
La pistola viene però ritrovata nel Tevere, la moglie confessa di aver fornito un falso alibi e il suo ex capo della sicurezza rivela di aver dato a Mantovani una pistola. Per l'assassino è finita e il suo tentativo di fuga viene sventato da Rex.
- Guest star: Remo Girone
- Ascolti Italia: telespettatori 6 057 000 - share 22,49%.[5]

## Mamma chioccia
- Diretto da: Marco Serafini
- Scritto da: Giulio Calvani e Fabrizio Cestaro

### Trama
Il giovane Giovanni Zanetti, otto anni, scompare. Orfano dei genitori, i nonni non lo vedono tornare dal pomeriggio trascorso con Gioia, la compagna di giochi; contattano prima la madre dell'amichetta, Rossana Altobelli, e poi il custode del parco che lo ritrova senza sensi, colpito da un sasso. Il piccolo è in gravi condizioni, e gli irrigatori del parco hanno eliminato ogni possibile indizio. E proprio questi insospettiscono Fabbri, poiché posizionati in maniera strana, come per "falsare" la scena.
Prima si sospetta del nonno, generale dei Bersaglieri senza alibi e senza un bottone del giaccone, trovato accanto a Giovanni. Però l'uomo era altrove e il bottone era stato preso dal nipote per riparare una bambola che aveva rotto all'amichetta. Fabbri sospetta che se il ragazzino poteva essere molto vivace, magari aveva rotto ancora la bambola di Gioia, e questa poteva aver avuto una reazione "eccessiva"... e magari la madre poteva aver cercato di proteggerla, occultando l'incidente.
La signora Altobelli però nega tutto, finché il nonno, impazzito di dolore, non le punta addosso una pistola. Lei confessa, grazie appunto a questo stratagemma. Intanto il piccolo rinviene, forse anche per il merito della vicinanza del pastore tedesco.
- Guest star: Mariano Rigillo
- Ascolti Italia: telespettatori 5 564 000 - share 23,87%.[5]

## In vino veritas
- Diretto da: Marco Serafini
- Scritto da: Alessandra Acciai

### Trama
Il gestore di un noto ristorante viene trovato assassinato, e dalla sua cantina risultano rubate due casse del costoso e rinomato vino Torreggiani.
I primi sospetti ricadono su Cosimo, un dipendente del signor Torregiani, ma quando anche questo viene trovato morto, il caso inizia a farsi complicato per Lorenzo che tuttavia riuscirà a risolvere grazie all'infallibile Rex.
- Ascolti Italia: telespettatori 5 601 000 - share 20,05%.[6]

## Lontano da qui
- Diretto da: Marco Serafini
- Scritto da: Fabrizio Cestaro e Federico Favot

### Trama
La giovane Barbara Loria viene rapita al ritorno da scuola: due delinquenti uccidono la sua guardia del corpo, ma uno dei due viene ferito e muore. Dopo un cambio d'auto e avere portato la ragazza in un casolare isolato, il sopravvissuto si ricongiunge ad altri due complici, i quali fanno saltare l'auto con il cadavere all'interno. Le indagini riguardano Fabbri da vicino, poiché la guardia del corpo era un suo vecchio collega poliziotto.
Il riscatto richiesto è di cinque milioni di euro e il padre, imprenditore, collabora con la polizia. Finge di pagare, ma alla prima consegna non si presenta nessuno, mentre alla seconda, all'oscuro di Fabbri, paga il riscatto. Dopo poco Barbara viene ritrovata.
Fabbri però continua le indagini, scoprendo che Barbara e uno dei rapitori erano anche amanti, ed era stata la donna a orchestrare il tutto. Quando il poliziotto li affronta in una sparatoria, Rex si butta per salvarlo e viene colpito da un proiettile, mentre Fabbri riesce ad ammanettare il rapinatore e a disarmare Barbara Loria, ferendola gravemente.
- Guest star: Margot Sikabonyi, Michele De Virgilio
- Ascolti Italia: telespettatori 5 277 000 - share 21,13%.[6]